# Parkietaż Penrose’a

Parkietaż Penrose’a

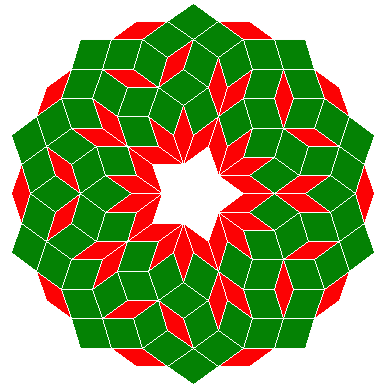
Parkietaż, który nie spełnia „reguły równoległoboku”

Parkietaż Penrose’a – rodzaj parkietażu odkryty w 1973 r. przez angielskiego fizyka i matematyka Rogera Penrose’a, w którym płaszczyzna pokrywana jest za pomocą dwóch rodzajów figur („kafelków”) tak, aby wzór nie powtarzał się okresowo po przesunięciu.
Jest kilka rodzajów takiego parkietażu. Przedstawiony tutaj, jeden z częściej spotykanych, składa się z dwóch rodzajów rombów („kafelków”) o boku długości 1 każdy, zwanych popularnie „latawce i strzałki” (kites and darts). Jeden romb („latawiec”) ma kąty 72 i 108 stopni, drugi ma kąty 36 i 144 stopnie (nazwa „strzałka” stąd, że dwa takie romby złożone obok siebie tworzą charakterystyczną figurę). 
Parkietaż jest układany za pomocą następującej i jedynej reguły: żadne dwa stykające się kafelki nie mogą tworzyć równoległoboku (romby można nieco zmodyfikować dodając „zęby” na obwodzie aby wymusić tę regułę automatycznie, ale parkietaż najlepiej wygląda w wersji „gładkiej”).
Istnieje wiele (nieprzeliczalnie wiele) sposobów na ułożenie parkietażu bez dziur za pomocą tej reguły. Wszystkie jednak będą aperiodyczne (nieokresowe) ze względu na przesunięcia: po dowolnie wybranym przesunięciu wzór nigdy nie nałoży się na siebie. Niemniej jednak, jeśli wybrać dowolny obszar ograniczony, wzór z tego obszaru będzie odtworzony nieskończenie wiele razy w całym (nieograniczonym) parkietażu (a także w każdym innym parkietażu ułożonym za pomocą tej reguły).
Fakt, że można pokryć płaszczyznę w sposób nieokresowy był udowodniony w 1966 r. przez Roberta Bergera, który wkrótce potem podał konkretny sposób takiego pokrycia. Jego parkietaż zawierał 20 426 kafelków różnych kształtów. Inni stopniowo redukowali liczbę potrzebnych kafelków aż do osiągnięcia prostego parkietażu Penrose’a, który wymaga tylko dwóch kształtów.
Parkietaż nieokresowy był początkowo uważany za interesującą strukturę matematyczną (abstrakcyjną), lecz później odkryto materiały w których atomy są ułożone tak jak w parkietażu Penrose’a. Wzór nie jest periodyczny na przesunięcia, ale quasi-periodyczny (prawie powtarzający się). Stąd też nazwa tych materiałów – „kwazikryształy”.